# ساندونا
ساندونا (به اسپانیایی: Sandona) یک سکونتگاه مسکونی در کلمبیا است که در بخش نارینیو واقع شده‌است.